# Viariz
Viariz ist eine Gemeinde im Norden Portugals.
Viariz gehört zum Kreis Baião im Distrikt Porto, besitzt eine Fläche von 6,2 km² und hat 396 Einwohner (Stand 19. April 2021).